# Brölbach (FFH-Gebiet)
Brölbach ist ein bei der Europäischen Union nach den Maßgaben der Richtlinie 92/43/EWG (Fauna-Flora-Habitat-Richtlinie) unter der Nummer DE-5110-301 registriertes Gebiet im Oberbergischen Kreis und im Rhein-Sieg-Kreis.

## Lage
Das Gebiet umfasst große Teile des Uferbereichs der Bröl und des Waldbrölbachs. Innerhalb des Gebietes liegen mehrere Naturschutzgebiete.
- „Hillenbach-Tal“ südlich von Elsenroth[2][3]
- „Brölbach-Aue Große Wiese und Dicksteinswiese“ bei Homburg-Bröl[4][5]
- „Brölbach-Aue Auf dem Auel bei Homburg-Bröl“[6][7]
- „Bröl, Waldbrölbach und südlich angrenzende Waldbestände des mittleren Bröltales“ bei Winterscheid[8][9]

## Beschreibung
Das Gebiet umfasst auf 825 ha Waldmeister-Buchenwald, Stieleichenwald-Hainbuchenwald, feuchten Erlen-Eschen- und Weichholz-Auenwälder, Hainsimsen-Buchenwald als auch Unterwasser-Vegetation. Steilufer, Sand- und Kiesbänke, Kolke und kleine Inseln im Flussbett bieten reichhaltige Lebensräume. Die Aue ist zwischen Bröleck und Bröl häufig von steil ansteigenden, bewaldeten Hängen, auch durch Felswände, begrenzt, wird aber überwiegend von naturnahen Feuchtwäldern bewachsen. Die Auwaldbestände werden von mehreren permanent wasserführenden Altarmen und verlandeten Rinnen durchzogen.

## Tierschutz
In diesem Naturschutzgebiet gibt es schützenswerte Lachse, Groppen, Flussneunaugen und Bachneunaugen.